# Ctenomys argentinus
Espèce
Statut de conservation UICN

 NT  : Quasi menacé
Ctenomys argentinus est une espèce qui fait partie des rongeurs de la famille des Ctenomyidae. Comme les autres membres du genre Ctenomys, appelés localement des tuco-tucos, c'est un petit mammifère d'Amérique du Sud bâti pour creuser des terriers. Ce rongeur est endémique d'Argentine.
L'espèce a été décrite pour la première fois en 1982 par le zoologiste argentin Julio Rafael Contreras et Licia Mónica Berry.